# Margaluyu (Tanggeung)
Margaluyu is een bestuurslaag in het regentschap Cianjur van de provincie West-Java, Indonesië. Margaluyu telt 3441 inwoners (volkstelling 2010).